# فیی
فیی (به لاتین: Fiy) یک منطقهٔ مسکونی در روسیه است که در داغستان واقع شده‌است.

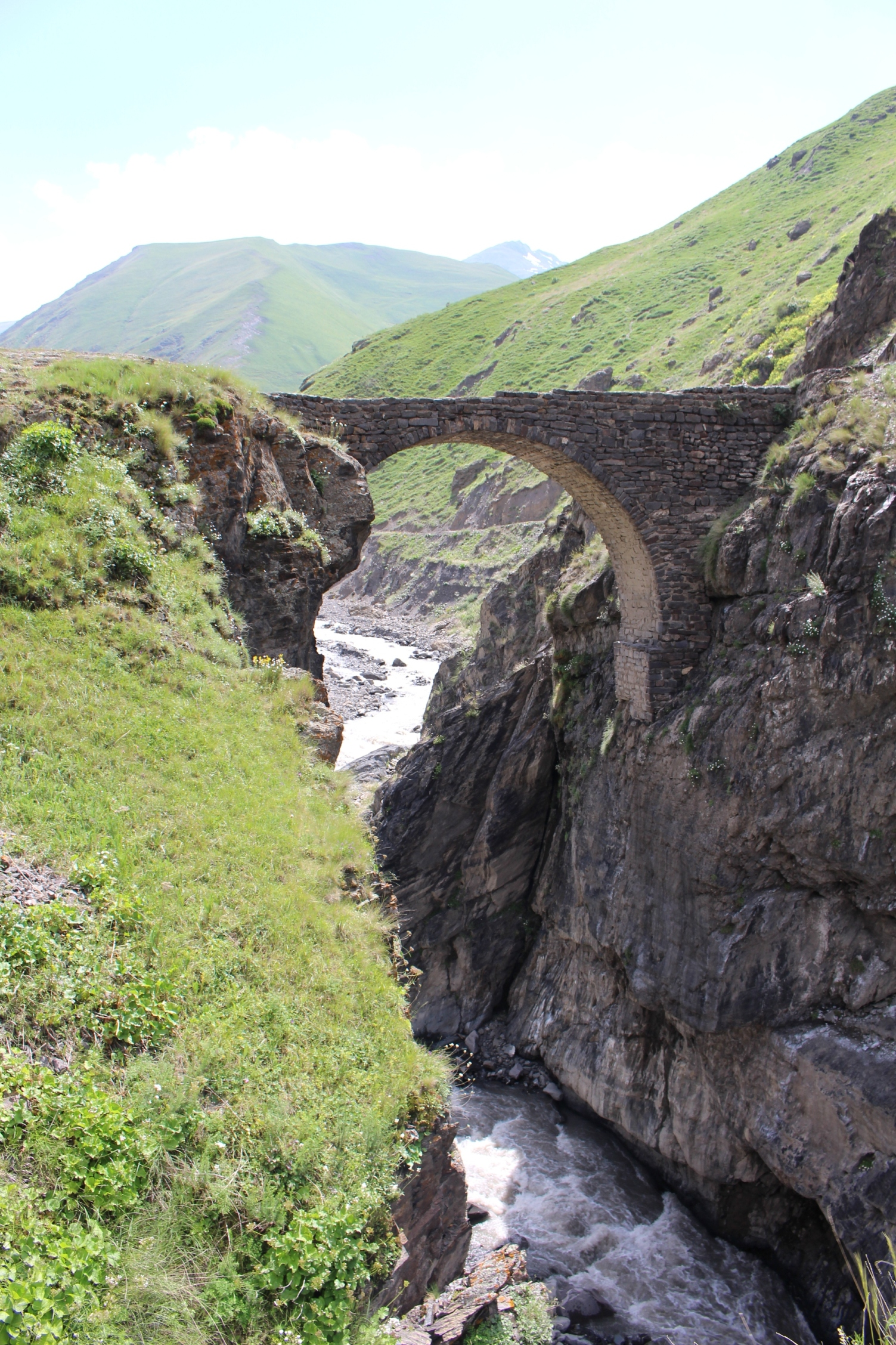
نمایی از فیی